# غراناتفيرفر فا 42
غراناتفيرفر فا 42 (حرفيا ، «قاذفة قنابل يدوية موديل 42» ؛ التسمية الرسمية: 12   سم GrW 42 ) هاون استخدمته ألمانيا خلال الحرب العالمية الثانية.

## تطوير
صمم في عام 1942. كان هذا السلاح مشابهًا جدًا لقذائف الهاون التي استخدمتها القوات السوفيتية على الجبهة الشرقية والتي بدورها كانت نسخة محسنة من الهاون برانت 1935 120ملم الفرنسية. الـ 120 تم استخدام برانت 1935 35م بكميات محدودة خلال معركة فرنسا وتم تصديره إلى اتحاد الجمهوريات الاشتراكية السوفياتية ودول أخرى قبل استسلام البلاد في عام 1940. تم الاستيلاء على إتش إم 1938 السوفيتي بكميات كبيرة خلال الحرب في الشرق وادخل الخدمة على يد الألمان ودول المحور الأخرى قبل إدخال سلاح مماثل له منتج وطنيا هاون من عيار 12 سم. في الاستخدام الألماني، أعطيت قذائف الهاون السوفيتية التي تم الاستيلاء عليها التسمية 12   سم Granatwerfer 378 (ص). 